# Tuíre Kayapó

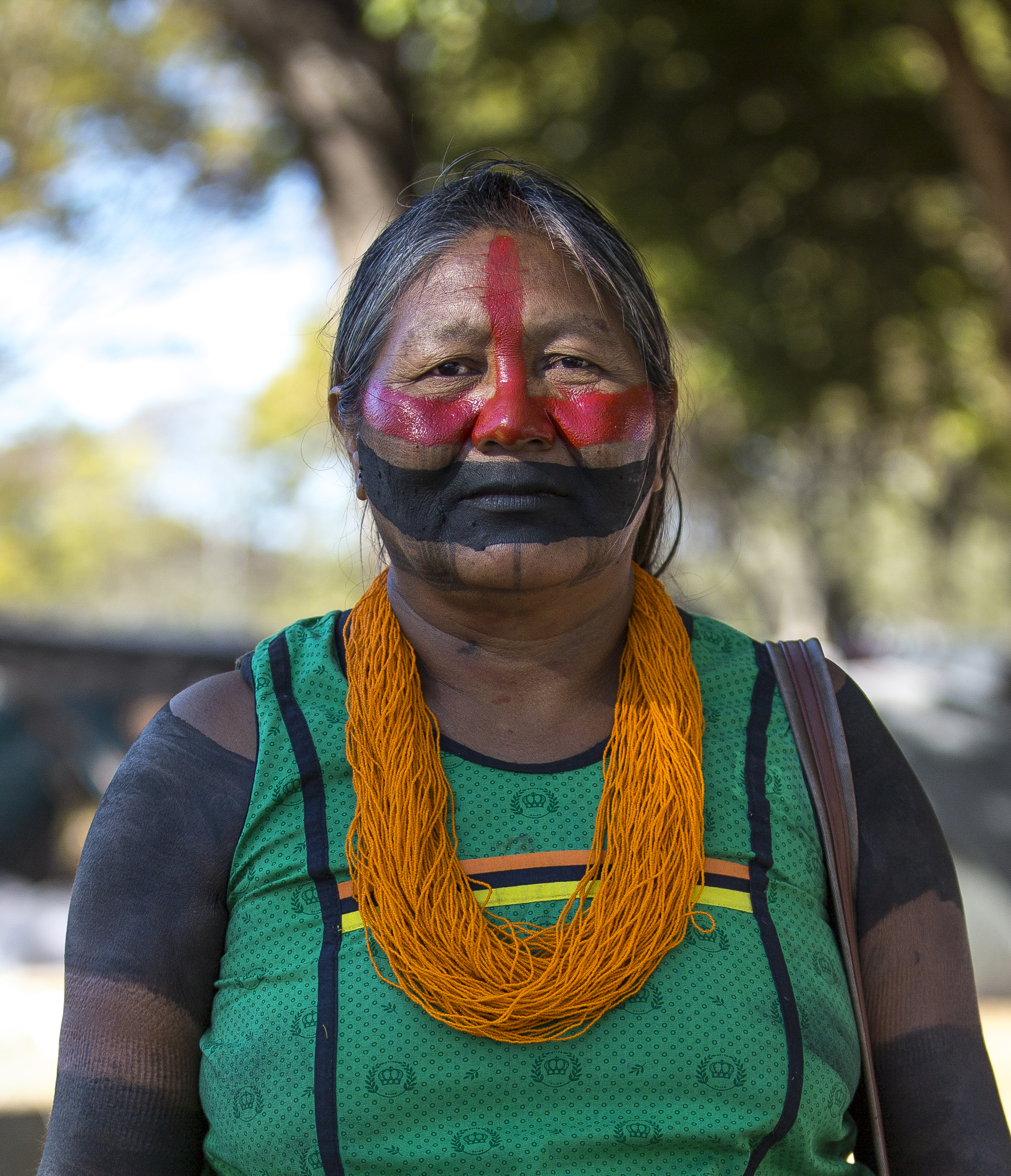
Tuíre 2019.

Tuíre Kayapó (auch: Tuíra, geb. ca. 1969 oder 1970 gest. 10. August 2024) war eine brasilianische Aktivistin für die Rechte der Indigenen, und für Umweltschutz und zudem Häuptling der Kayapo. Sie war aktiv in den Protesten gegen das Belo-Monte-Wasserkraftwerk am Rio Xingu in den 1980ern und gegen die Verfassungsergänzung PEC 215 in den 2010er Jahren.

## Leben
Tuíres Vater wurde im Dorf Kubēnkrãkêj geboren. Er lernte ihre Mutter in ihrem Heimatdorf Kokrajmoro (Kokraimoro) kennen, wo auch Tuíre geboren wurde. Ihre Großmutter gab ihr ihren Namen. Tuíres Großeltern und sein Onkel wuchsen in einer Familie auf, die Kayapó-Anführer waren und ihr Land gegen Regierungseinfälle verteidigten. Ihr Großvater väterlicherseits, Betikré, starb während eines dieser Konflikte. Schon in jungen Jahren ermutigte ihre Familie sie, ebenfalls eine Kriegerin zu werden und ihr Volk zu verteidigen.
Im Alter von 17 Jahren zogen Tuíre und ihre Familie zurück in das Dorf ihres Vaters, Kubēnkrãkêj. Ihre Eltern starben kurz darauf. Tuíre und ihr kleiner Sohn zogen in das Dorf Aukre, wo sie ihren späteren Mann Takaktô aus dem Dorf Gorotire kennenlernte. Sie heirateten bald darauf.

### Aktivismus
1989, im Alter von 19 Jahren, besuchte Tuíre ein Treffen in Altamira, Pará, mit Offiziellen des Belo Monte Dam. Im Protest hielt sie ihre Machete einem Offiziellen von Eletronorte vors Gesicht. Das Foto (Tuíre com facão no rosto de diretor da Eletronorte) von dem Vorfall brachte ihren Namen in das öffentliche Bewusstsein. In den 1990ern begann Tuire zu Reisen, unter anderem in die Vereinigten Staaten, wo sie den politischen Kampf ihres Volkes bekannt machte.
Tuíre übernahm die Stellung ihres Onkels, als dieser starb. In ihrer Community erlebte sie kaum Widerstand, obwohl sie eine der ersten weiblichen Häuptlinge war.
Sie trat im Kongress auf und sprach über die Kayapo und andere indigene Gruppen. Sie entschied sich bei diesen Vorträgen in ihrer Muttersprache Mebêngôkre (Kayapo) zu Sprechen und ließ sich von einem Dolmetscher übersetzen. Sie setzte sich außerdem für den Zugang indigener Gruppen zu Elektrizität ein und sprach gegen die Ausweitung des Bergbaus auf indigenem Land. Sie skritisierte scharf die Verabschiedung des PL do Marco Temporal im Jahr 2023, eines Gesetzes, welches die Landansprüche der indigenen Völker einschränkte.
Im August 2019 half sie bei der Organisation des ersten Marsches der indigenen Frauen Brasiliens in Brasília. Im folgenden Jahr war sie an der Leitung des Treffens der Mebengokrê-Völker und der indigenen Führer Brasiliens in Mato Grosso beteiligt.

### Anerkennung
2020 veröffentlichte die türkische Künstlerin und Fotografin Pinar Yolaçan einen Film über Tuíres Leben mit dem Titel „Tuire Kayapó (Erster Kontakt)“. Yolaçan und Tuíre trafen sich zum ersten Mal während eines Aufenthalts Yolaçans in Bolivien Ende der 2010er Jahre. 2024 enthüllte der Maler Éder Oliveira ein Porträt von Tuíre.

## Persönliches Leben
Tuíre lebte in dem Dorf Kaprãnkrere, wo sie auch Häuptling war. Das Dorf gehört zur Terra Indígena Las Casas im Bundesstaat Pará. Sie war verheiratet mit dem Takaktô–(Kôkôto) Chief Dudu, mit dem sie zwei Töchter hatte. Einer ihrer Enkel wurde nach ihr benannt. Sie war die Schwester von Paulinho Paiakan und die Tante des Politikers Maial Panhpunu Paiakan.
Tuíre erhielt 2023 die Diagnose eines Uteruskarzinoms und unterzog sich im selben Jahr einer Behandlung. Sie starb am 10. August 2024 unter palliativ Pflege in Redenção, Pará. Ihre Familie bestätigte, dass sie in Gorociré, (60 km von Cumaru do Norte) bestattet wurde. Sie erhielt Kondolenzschreiben von Präsident Luiz Inácio Lula da Silva, von der Ministerin für Indigene Völker Sônia Guajajara, der Federation of Indigenous Peoples of Pará und der Fundação Nacional dos Povos Indígenas.